# Puzzle mortal IV
Puzzle mortal IV  (titlu original: Saw IV) este un film de groază americano-canadian din 2007 regizat de Darren Lynn Bousman. În rolurile principale joacă actorii Tobin Bell, Costas Mandylor, Scott Patterson, Betsy Russell și Lyriq Bent.

## Distribuție
- Tobin Bell ca John „Jigsaw” Kramer
- Costas Mandylor ca Detectiv  Mark Hoffman
- Scott Patterson  ca Agent Peter Strahm
- Betsy Russell ca Jill Tuck
- Lyriq Bent  ca Lt. Daniel Rigg
- Athena Karkanis  ca Agent Lindsey Perez
- Justin Louis  ca Art Blank
- Donnie Wahlberg ca Detectiv Eric Matthews
- Angus Macfadyen  ca Jeff Denlon
- Dina Meyer  ca  Detectiv Allison Kerry
- Marty Adams  ca Ivan Landsness
- Janet Land  ca  Morgan
- Ron Lea  ca Rex
- Sarain Boylan  ca Brenda
- Billy Otis  ca Cecil Adams
- Kevin Rushton  ca Trevor
- Simon Reynolds ca Lamanna
- Mike Realba  ca Detectiv  Fisk
- Ingrid Hart  ca Tracy Rigg
- James Van Patten  ca Dr. Heffner Trevor
- Emmanuelle Vaugier  ca Addison Corday
- Noam Jenkins  ca Michael Marks
- Tony Nappo  ca Gus Colyard
- Mike Butters  ca Paul Stallberg
- J. Larose  ca Troy
- Oren Koules  ca Donnie Greco